# Rhyacophila nipponica
Rhyacophila nipponica är en nattsländeart som beskrevs av Navás 1933. Rhyacophila nipponica ingår i släktet Rhyacophila och familjen rovnattsländor. Inga underarter finns listade i Catalogue of Life.